# Thiên hoàng Kōgyoku
Thiên hoàng Hoàng Cực (皇极天皇 (Hoàng Cực thiên hoàng)/ こうぎょくてんのう Kōgyoku-Tennō, 7 tháng 8 năm 594 - 24 tháng 8 năm 661) là thiên hoàng thứ 35 và là Thiên hoàng Tề Minh (斉明天皇 (Tề Minh thiên hoàng)/ さいめいてんのう Saimei-Tennō) - thiên hoàng thứ 37 của Nhật Bản theo danh sách kế thừa truyền thống.
Bà là vị Thiên hoàng đầu tiên hai lần ở ngôi ở 2 giai đoạn khác nhau, lần thứ nhất từ năm 642 đến năm 645 với hiệu Thiên hoàng Kōgyoku và lần thứ hai là từ năm 655 đến năm 661 với hiệu là Thiên hoàng Saimei.
Trong lịch sử Nhật Bản, Hoàng Cực Thiên Hoàng là một trong 8 người phụ nữ đảm nhận vai trò Thiên hoàng trị vì. Bảy người phụ nữ nắm quyền trị vì khác là: Thôi Cổ Thiên hoàng, Tri Thống Thiên hoàng, Nguyên Minh Thiên hoàng, Nguyên Chính Thiên hoàng, Hiếu Khiêm Thiên hoàng, Minh Chính Thiên hoàng và Hậu Anh Đinh Thiên hoàng.

## Trị vì
Khi còn nhỏ, bà có tên là Takara (寶; Bảo), tôn xưng là Bảo nữ vương (寶女王); về sau được gọi là Bảo hoàng nữ (宝皇女). Bà là chắt gái của Mẫn Đạt Thiên hoàng, con gái của Vương tử Chinu (茅渟王, ちぬのみこ), là cháu nội của Thiên hoàng.
Về sau, bà trở thành Hoàng hậu của người chú, em trai của cha bà, là Thư Minh Thiên hoàng và có ba người con; gồm 2 hoàng tử và 1 hoàng nữ, về sau đều có ảnh hưởng lớn trong chính trị Nhật Bản.

### Hoàng Cực Thiên hoàng thời kì
Ngày 25 tháng 1 năm 642, Bảo hoàng nữ lên ngôi sau khi Thư Minh Thiên hoàng băng hà. Trong thời kỳ bà trị vì, danh hiệu Thiên hoàng chưa được dùng, bà chỉ được gọi là Amenoshita Shiroshimesu Ōkimi (治天下大王; Trị Thiên Hạ Đại vương). Tên hiệu Hoàng Cực Thiên hoàng của bà trong thời kì này thực chất là về sau người ta đặt ra, dựa theo sáng kiến dùng niên hiệu của Hiếu Đức Thiên hoàng.
Trong năm 642 vương quốc Cao Câu Ly (đời vua Cao Câu Ly Bảo Tạng Vương) phục hồi quan hệ với Nhật Bản (đời Thiên hoàng Kōgyoku) khiến cho vương quốc Tân La (đời Tân La Thiện Đức Nữ Vương) càng bị cô lập hơn.
Thời kỳ này chứng kiến gia tộc Soga tiếp tục nắm toàn quyền và xoá bỏ những cải cách của Thánh Đức Thái tử, cai trị ngày càng độc đoán.
Cuộc đấu tranh giữa gia tộc Nakatomi theo phái cải cách và gia tộc Soga theo phái bảo thủ diễn ra đến hồi quyết liệt nhất, Hoàng Cực Thiên hoàng trên thực tế chỉ còn là hư vị, loạn lạc xảy ra khắp nơi trong Nhật Bản. Tháng 7 năm 645, Nakatomi Kamatari làm chính biến lật đổ Soga no Iruka (蘇我入鹿; Tô Ngã Nhập Lộc) tại tư dinh.
Theo đó, Hoàng Cực Thiên hoàng bị sốc trước sư kiện này, đã tuyên bố thoái vị và nhường ngôi cho em trai, Kinh hoàng tử (輕皇子, Karu-no-Ōji). Đó là ngày 12 tháng 7 năm 645, chỉ trong vòng 2 năm trị vì.
Kinh hoàng tử kế vị, tức Hiếu Đức Thiên hoàng.

### Tề Minh Thiên hoàng thời kì
Ngày 14 tháng 2, năm 655, sau khi em trai là Hiếu Đức Thiên hoàng bất ngờ băng hà, Bảo hoàng nữ trở lại ngôi vị Quốc chúa. Lên ngôi sau khi cuộc Cải cách Taika còn vấp phải lắm sự chống đối của phe bảo thủ, bà phải rất vất vả ổn định quốc gia.
Trong khi đó ở Triều Tiên, Tân La (đời vua Tân La Vũ Liệt vương) vừa chinh phục được Bách Tế năm 660 thì tiến tới giành lại chủ quyền ở vùng đất Mimana, vốn bị Nhật Bản chiếm đóng từ năm 370. Các quý tộc Bách Tế lưu vong sang Nhật Bản, xin Nữ Thiên hoàng Kōgyoku giúp đỡ họ phục quốc. Nhận lời thỉnh cầu đó, Thiên hoàng Kōgyoku  thân hành đến Hoàng cung Asukara (nay thuộc Fukuoka) chuẩn bị quân đội tiến đánh Tân La.
Trong khi quân đội chuẩn bị tiến quân, cái chết bất ngờ của bà vào ngày 24 tháng 8 làm hỏng kế hoạch này. Con trai bà là Nhiếp chính Naka no Oe kế vị. Thiên hoàng Kōgyoku hưởng thọ khoảng 67 tuổi; cả hai lần trị vì của bà tổng cộng khoảng 9 năm, bà được an táng tại Việt Trí Cương Thượng lăng (越智崗上陵).

### Công khanh
Công khanh (公卿; Kugyō) là thuật ngữ dùng để chỉ hội đồng những nhân vật chính trị có ảnh hưởng lớn trong triều đình Nhật Bản trước thời kì Minh Trị Duy Tân.
Thông thường, hội đồng này cùng lúc chỉ khoảng 3 đến 4 vị quan; những vị này còn gọi là Thái chính quan (太政官; Daijō-kan). Vào thời kì Hoàng Cực Thiên hoàng; Thái chính quan bao gồm 2 chức vị:
- Tả đại thần (左大臣);
- Hữu đại thần (右大臣);

Triều đình Nhật Bản thời Hoàng Cực/ Tề Minh có những vị đại thần đáng chú ý:
- Tả đại thần: Kose no Tokoda (巨勢徳太; Cự Thế Đức Thái; 593 - 658): kiêm nhiệm 649 - 658[6]
- Hữu đại thần: không ai.
- Nội đại thần (内大臣): Fujiwara no Kamatari (藤原鎌足; Đằng Nguyên Liêm Túc; 614 – 669): kiêm nhiệm 645 - 669[6]

## Phả hệ
Hoàng Cực/ Tề Minh Thiên hoàng là con gái của Vương tử Chinu (茅渟王, ちぬのみこ), là cháu nội của Mẫn Đạt Thiên hoàng. Mẹ bà là Cát Bị Cơ vương (吉備姫王, きびひめのおおきみ), con gái của Hoàng tử Sakurawi (桜井皇子, さくらい の みこ), con trai thứ của Khâm Minh Thiên hoàng và Kiên Diêm viện (堅鹽媛, きたしひめ), theo đó Cát Bị Cơ vương là cháu gọi Dụng Minh Thiên hoàng là chú và Thôi Cổ Thiên hoàng là cô.
Theo vai vế, bà là cháu gái của Thư Minh Thiên hoàng, vì Vương tử Chinu là anh trưởng của Thiên hoàng. Về sau, bà trở thành Hoàng hậu của Thư Minh Thiên hoàng và có với Thiên hoàng 3 người con:
1. Hoàng tử Kazuraki (葛城皇子, かずらきのみこ), sau là Thiên Trí Thiên hoàng.
2. Hoàng nữ Hashihito, Gian Nhân hoàng nữ (間人皇女, はしひとのひめみこ), sau làm Hoàng hậu của Hiếu Đức Thiên hoàng.
3. Hoàng tử Ōama (大海人皇子, おおあまのみこ), sau là Thiên Vũ Thiên hoàng.